# Calentita
La calentita es una preparación culinaria hecha con harina de garbanzo, aceite de oliva, agua, sal y pimienta, considerada el plato nacional de Gibraltar. Es similar a la farinata italiana, y está relacionada con la calentica de Argelia y al kalinti o karan de Marruecos. 
Su nombre proviene de la palabra española «caliente». Según un mito popular, este nombre se adquirió durante los primeros años de la década de 1900 cuando los vendedores ambulantes gritaban «¡calentita!», informando a la gente de que el plato estaba recién sacado del horno. 
La última vendedora ambulante de la calentita en Gibraltar fue una mujer originaria de Malta llamada Paloma.